# Xosé Luís de Dios
Xosé Luís de Dios (Orense, 3 de febrero de 1943 - Tuy, 2 de agosto de 2010) fue un pintor vanguardista de Galicia, España, que se denominó a sí mismo como "un literato que pinta".
Fue uno de los llamados "renovadores del arte gallego contemporáneo". Junto a Xaime Quesada y Acisclo Manzano, de la mano de Vicente Risco, formó lo que se denominó el grupo de "Os Artistiñas", también llamado "O Volter" (nombre del bar donde se reunían y mantenían tertulia). Comenzó con el dibujo, para pasar posteriormente al cartelismo y la publicidad, donde destacó y marcó buena parte de su obra pictórica. Su primera exposición fue en 1963 y, tras recorrer toda Galicia, se expandió por Madrid (ciudad en la que vivió muchos años), Barcelona, Buenos Aires, México y Río de Janeiro.
Sus obras están llenas de colores vivos y gran abstracción difícil de identificar. Manuel Rivas señaló que en su obra "estaba toda la historia de la pintura, expresada a modo de paradoja existencial".